# Dobryszyce (gmina)
Pour les articles homonymes, voir Dobryszyce.
Dobryszyce est une gmina (commune) rurale (gmina wiejska) du powiat de Radomsko, dans la Voïvodie de Łódź, dans le centre de la Pologne.
Son siège administratif (chef-lieu) est le village de Dobryszyce, qui se situe environ 10 kilomètres (km) au nord de Radomsko (siège du powiat) et 71 kilomètres au sud de la capitale régionale Łódź (capitale de la voïvodie).
La gmina couvre une superficie de 51,1 km2 pour une population de 4 184 habitants en 2006.

## Géographie
La gmina inclut les villages de:
- Blok Dobryszyce
- Borowa
- Borowiecko
- Dobryszyce
- Galonki
- Rożny
- Ruda
- Wiewiórów
- Żaby
- Zalesiczki

### Gminy voisines

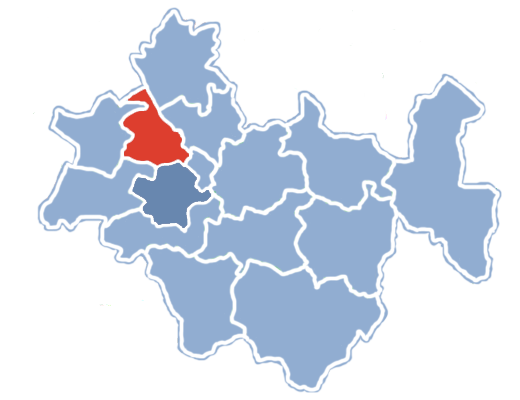
Position de la gmina dans le powiat

La gmina de Dobryszyce est voisine de:

la ville de :
- Radomsko

et des gminy de:
- Gomunice
- Kamieńsk
- Kleszczów
- Ładzice
- Lgota Wielka
- Radomsko.

## Administration
De 1975 à 1998, la gmina était attachée administrativement à l'ancienne voïvodie de Piotrków.

Depuis 1999, elle fait partie de la nouvelle voïvodie de Łódź.

## Structure du terrain
D'après les données de 2002, la superficie de la commune de Dobryszyce est de 51,1 kilomètres carrés, répartis comme telle :
- terres agricoles : 74 %
- forêts : 16 %

La commune représente 3,54 % de la superficie du powiat.

## Démographie
Données du 30 juin 2010 :
| Description        | Total  | Total | Femmes | Femmes | Hommes | Hommes |
| ------------------ | ------ | ----- | ------ | ------ | ------ | ------ |
| Unité              | Nombre | %     | Nombre | %      | Nombre | %      |
| Population         | 4 255  | 100   | 2 164  | 50,9   | 2 091  | 49,1   |
| Densité (hab./km²) | 84     | 84    | 42,7   | 42,7   | 41,3   | 41,3   |